# Geografia della Romania

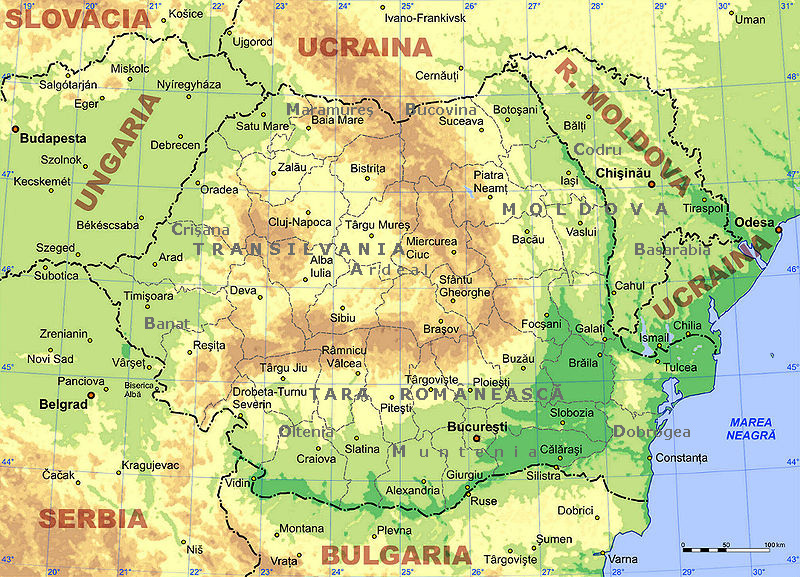
Mappa topografica della Romania.

Con un'area di 238.391 km², la Romania è il 12º Stato d'Europa per superficie. Situato nella parte nord-orientale attigua alla Penisola balcanica, il paese si trova a metà strada tra l'Equatore ed il Polo nord ed è equidistante dal punto più occidentale d'Europa (la costa dell'Oceano Atlantico) e dal più orientale (i Monti Urali). La Romania confina a nord-est con la Moldavia (681 km di confine), a nord e per un breve tratto a est con l'Ucraina (649 km), a sud con la Bulgaria (631 km), a sud-ovest con la Serbia (546 km) e a nord-ovest con l'Ungheria (448 km), per un totale di 3155 km; inoltre si affaccia a sud-est sul Mar Nero con 245 km di costa, che forniscono alla Romania un importante collegamento con il Mar Mediterraneo e l'Oceano Atlantico.

## Regioni storiche

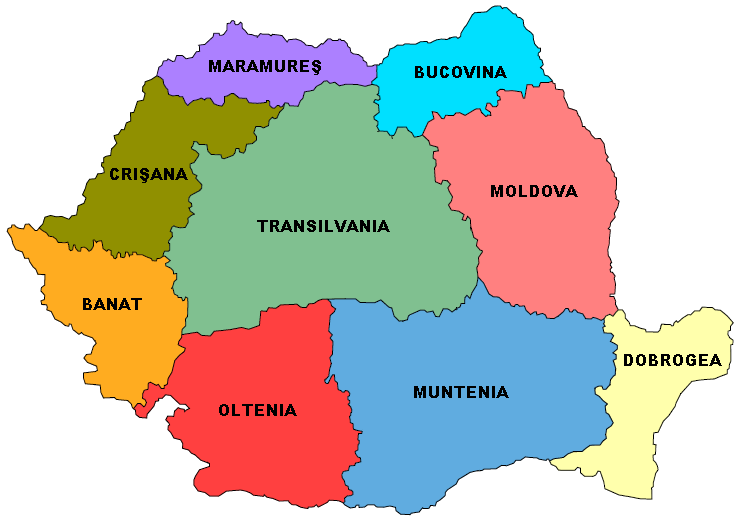
Regioni storiche della Romania.

Tradizionalmente la Romania è divisa in diverse regioni storiche che tuttavia non hanno alcuna funzione amministrativa.
- La Dobrugia è la parte più orientale, che si estende tra il corso del Danubio a nord e ad ovest, il Mar Nero ad est ed il confine bulgaro a sud; una parte della Dobrugia (il Quadrilatero) si trova oltre questo confine.
- La Moldavia si estende dai Carpazi Orientali fino al Prut, al confine moldavo-ucraino (e si estende anche oltre).
- La Valacchia si estende dalle Alpi Transilvaniche fino al confine con la Bulgaria, ed è divisa dall'Olt in due parti, l'Oltenia ad ovest e la Muntenia ad est; il Danubio la separa naturalmente dalla Dobrogia.
- La Transilvania è delimitata dall'arco dei Carpazi (che la separano dal Maramureș a nord-est), dall'area della Crișana (che confina ad ovest con l'Ungheria) e dal Banato (sul confine serbo-ungherese); è questa regione ad ovest dei Carpazi che presenta la maggiore concentrazione di minoranze etniche (ungheresi, tedeschi e serbi).

## Storia dei confini
I confini politici rumeni sono il risultato di eventi storici relativamente recenti: allo scoppio della prima guerra mondiale, il territorio del paese comprendeva solamente Valacchia, Moldavia e Dobrugia; questo Stato, che aveva il nome di Regno di Romania, era nato con la disgregazione dell'Impero ottomano intorno alla metà del XIX secolo. Al termine della Prima Guerra Mondiale, la Romania aveva acquisito Transilvania e Banato; alcuni territori furono persi durante la seconda guerra mondiale, ma negoziati successivi li riportarono sotto il controllo della Romania. Sebbene queste acquisizioni avessero riunito l'85% dei madrelingua rumeni dell'Europa orientale in un unico paese, esse avevano anche posto un numero considerevole di ungheresi sotto il controllo rumeno: contrasti tra Romania ed Ungheria circa questi territori si riaffacciarono regolarmente nei decenni successivi, poiché entrambe le nazioni li consideravano parte del proprio patrimonio culturale. Analoghe dispute riguardavano anche il confine tra Romania ed Unione Sovietica: la Bucovina e la Bessarabia infatti, prima province rumene con significative percentuali di madrelingua rumeni, divennero parte dell'Unione Sovietica dopo la fine della Seconda Guerra Mondiale, e dopo la sua dissoluzione passarono sotto il controllo ucraino e moldavo. Ancora oggi vi sono discussioni su queste regioni, tuttavia sembrava già improbabile nel 1989 un ridisegnamento dei confini in un prevedibile futuro.

## Topografia

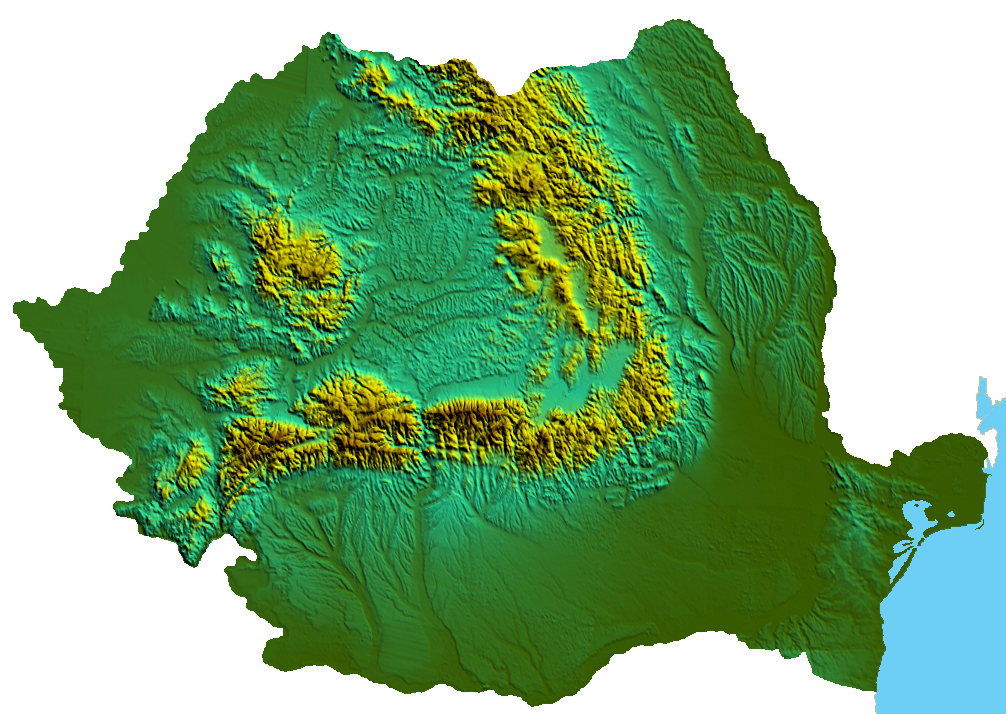
Mappa fisica della Romania che mostra i Carpazi.

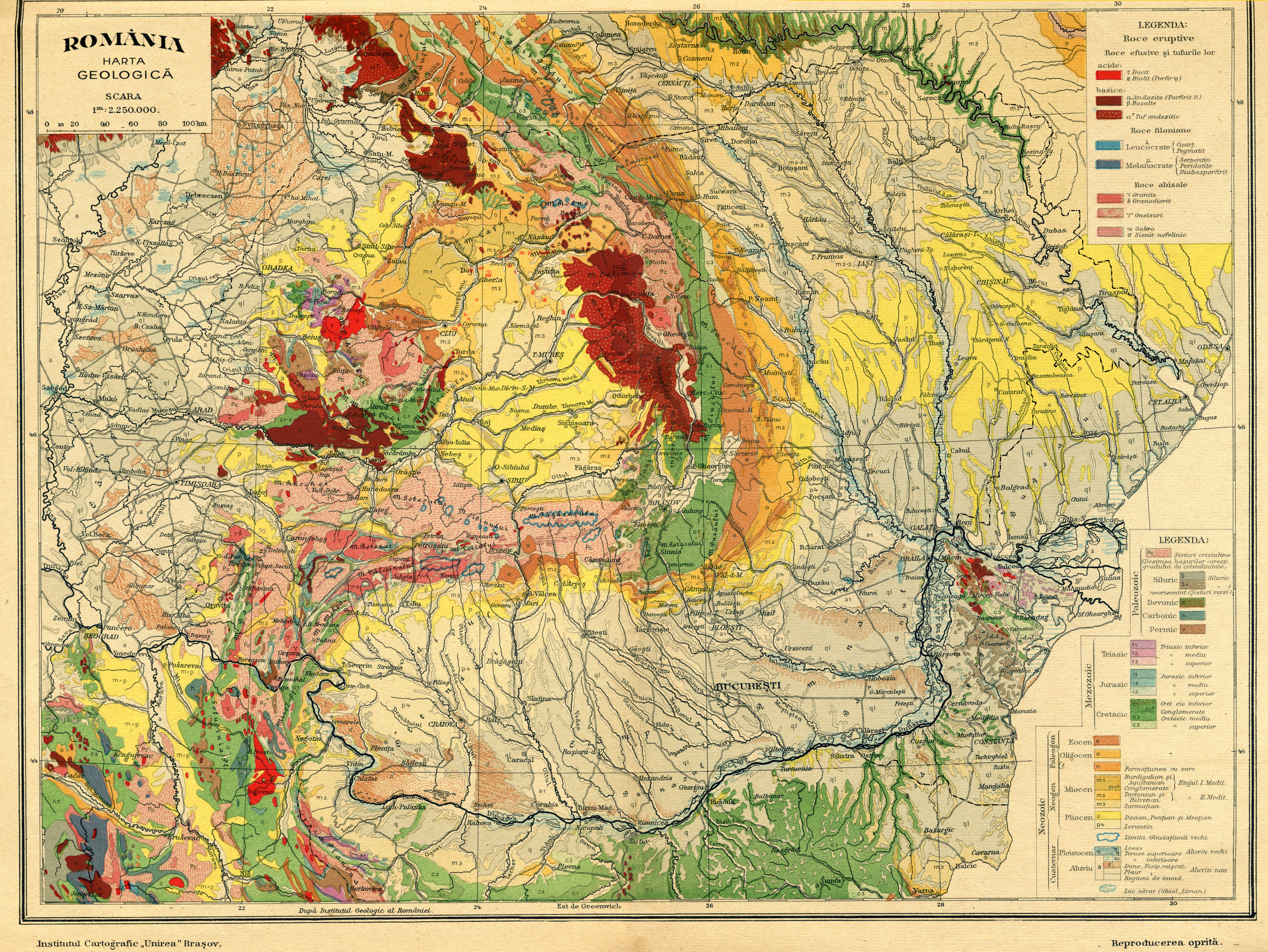
Mappa geologica di Romania e vicinanze.

Il territorio rumeno è quasi equamente diviso tra montagne (31%), colline (33%) e pianure (36%).

### Montagne
L'arco dei Carpazi si estende per oltre 1000 km attraverso il centro del paese, coprendo un'area di circa 70.000 km². Questi monti sono di bassa e media altitudine, e la loro base non è più larga di 100 km; sono profondamente solcati da valli longitudinali e trasversali e da diversi grandi fiumi. Queste caratteristiche, unite al fatto che sono presenti molti valichi (fino a 2256 m), hanno reso i Carpazi una barriera molto più debole rispetto ad altre catene montuose europee. Un'altra caratteristica peculiare di queste montagne è la presenza di numerose piattaforme erose che formano così altopiani ad altitudini relativamente elevate; vi sono in questa zona insediamenti permanenti oltre i 1200 m.
I Carpazi rumeni sono divisi in tre sotto-catene: i Carpazi orientali, i Carpazi meridionali i Carpazi occidentali; ognuna di queste catene ha particolarità che la distinguono dalle altre.
I Carpazi orientali sono composti di tre creste che corrono parallele da nord-ovest a sud-est; la più occidentale è una catena di vulcani estinti, con parecchi coni e crateri preservatisi ancora oggi. La catena possiede molte depressioni, nella più larga delle quali si trova la città di Brașov; importanti centri industriali e miniere, così come aree agricole, sono situate all'interno di queste depressioni. I Carpazi orientali sono coperti da foreste (circa il 32% delle foreste del paese si trovano qui), e contengono importanti risorse minerarie (oro e argento); inoltre le loro sorgenti di acque minerali hanno favorito la nascita di numerosi centri benessere.

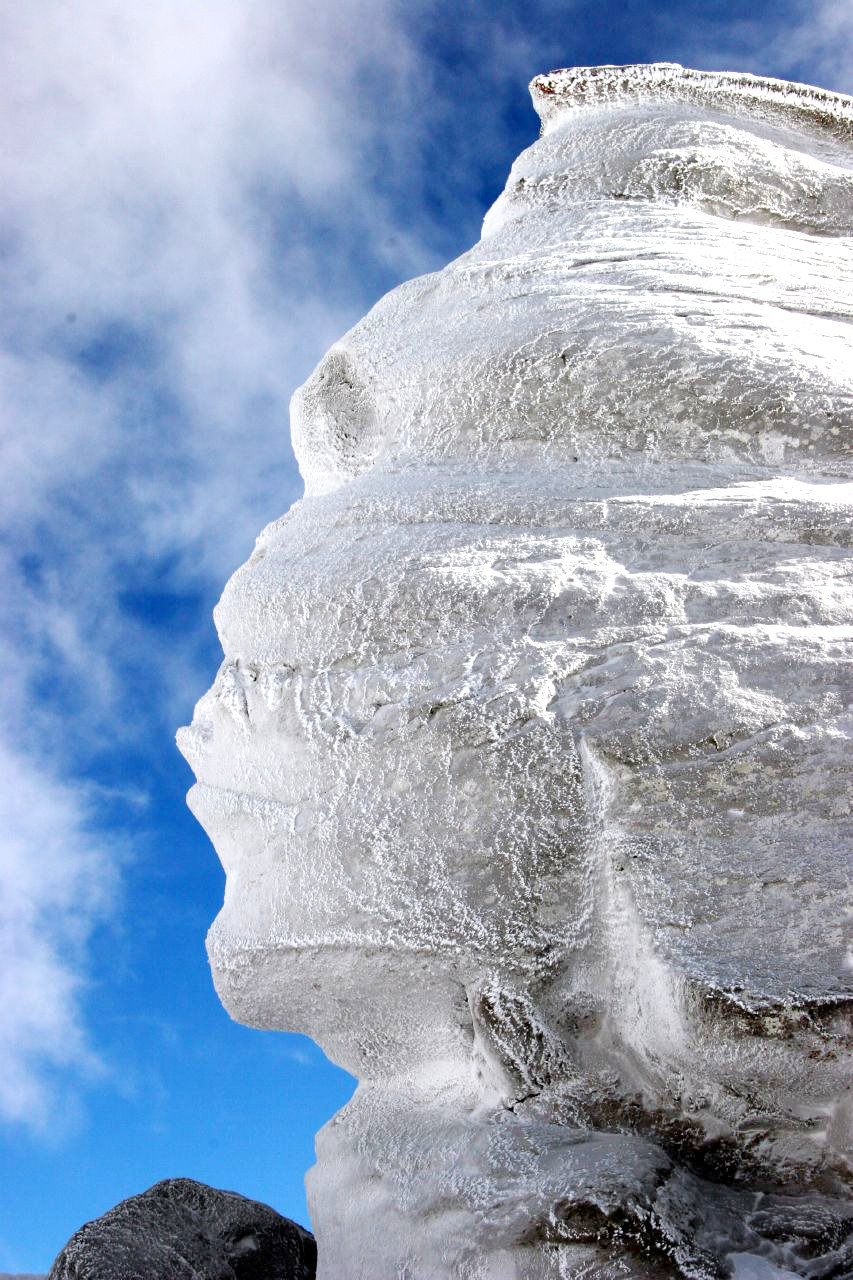
La Sfinge dei Bucegi (2216 m), situata nei Monti Bucegi.

I Carpazi meridionali ospitano i più alti picchi del paese, il Monte Moldoveanu (2544 m) e il Monte Negoiu (2535 m), e più di 150 laghi glaciali. Vi si trovano vaste distese erbose ed alcune foreste, ma poche grandi depressioni ed ancora meno risorse minerarie; ad altitudini più elevate, il vento e la pioggia hanno modellato la roccia in forme spettacolari, come la Sfinge dei Bucegi e le Babele. La regione è attraversata in lungo e in largo da un'antica rete di strade trans-carpatiche, e sono ancora oggi visibili vestigia delle antiche vie romane; i numerosi valichi e le valli dell'Olt, del Jiu e degli altri affluenti del Danubio forniscono passaggi naturali per le strade e le ferrovie che attraversano la catena.
I Carpazi occidentali sono i più bassi tra i tre, e sono frammentati da molte profonde depressioni; storicamente esse funzionarono da "porte", che permettevano un facile passaggio ma potevano all'occorrenza essere prontamente difese: le più famose sono le Porte di ferro sul Danubio. I Carpazi occidentali sono i più densamente abitati, ed è nella parte settentrionale di questa catena, nei Monti Apuseni, che si possono trovare insediamenti permanenti alle più elevate altitudini.

### Colline
Racchiuse dentro il grande arco dei Carpazi giacciono le piane ondulate e le basse colline dell'Altopiano Transilvanico, il più esteso del paese ed anche il suo centro; questa importante regione agricola contiene anche grandi depositi di gas metano e sale. A sud e ad est dei Carpazi, i Sub-Carpazi digradano da 1006 a 396 m; questa zona è collegata ad ovest alle Colline Occidentali. La simmetria dei rilievi rumeni prosegue con l'Altopiano Getico a sud dei Sub-Carpazi, l'Altopiano Moldavo ad est (tra i Sub-Carpazi e il Prut) e l'Altopiano della Dobrogia nel sud-est (tra il Danubio e il Mar Nero). I Sub-Carpazi e gli altopiani circostanti offrono buone condizioni per l'insediamento umano e sono aree importanti per la produzione di frutta, uva ed altri prodotti agricoli; vi si trovano anche grandi giacimenti di carbone e gas naturale.

### Pianure
Oltre gli altopiani e le colline sub-carpatiche, le pianure si estendono a sud e ad ovest. Nella parte meridionale del paese, la bassa Piana del Danubio è divisa a metà dall'Olt in Piana della Valacchia ad est e Piana dell'Oltenia ad ovest. Questa terra è molto ricca di suoli černozëm, e costituisce la regione più fertile e più coltivata della Romania; l'irrigazione è ampiamente utilizzata, e le paludi presso il Danubio sono state prosciugate per ricavare altra terra coltivabile.
La zona più bassa della Romania si trova all'estremità settentrionale della Dobrogia, nel Delta del Danubio; il delta è una melmosa area triangolare di paludi, isolette, canneti e banchi di sabbia, dove il Danubio termina il suo corso di quasi 3000 km e si divide in tre bracci principali prima di gettarsi nel Mar Nero. Il Delta del Danubio fornisce una grossa fetta della produzione ittica del paese, ed i suoi canneti sono utilizzati come fonte di cellulosa; la regione è anche una riserva naturale per specie rare di piante e animali, inclusi diversi uccelli migratori.

## Idrografia
Dopo aver attraversato il confine rumeno nel sud-est a Bazias, il Danubio viaggia per circa 1075 km (quasi il 40% della sua intera lunghezza) attraverso il territorio della Romania o al suo confine con Serbia e Bulgaria. Praticamente tutti i corsi d'acqua del paese sono affluenti, diretti o indiretti, del Danubio, ed all'arrivo alla sua foce circa il 40% delle sue acque dipende da essi; i più importanti di questi fiumi sono il Mureș, l'Olt, il Prut, il Siret, lo Ialomița, il Someș e l'Argeș. I fiumi rumeni scorrono principalmente verso sud, est e ovest dalla zona centrale dei Carpazi: sono alimentati da precipitazioni e neve disciolta, il che causa fluttuazioni considerevoli nella loro portata e talvolta esondazioni catastrofiche. Nell'est, le acque vengono raccolte dal Siret e dal Prut; nel sud si gettano direttamente nel Danubio; nell'ovest finiscono nel Tibisco (un affluente del Danubio in territorio ungherese).
Il Danubio è di gran lunga il più importante fiume della Romania, non solo per i trasporti ma anche per la produzione di energia idroelettrica: una delle più grandi centrali idroelettriche d'Europa si trova alle Porte di ferro, dove il Danubio attraversa i Carpazi. Il Danubio è un'importante via sia per il trasporto interno sia per il commercio internazionali: esso è infatti navigabile da navi di fiume per tutto il suo corso rumeno, e da navi di mare fino al porto di Brăila. Un problema non indifferente nell'utilizzo del Danubio per il trasporto nell'entroterra è la distanza del fiume dalla maggior parte dei più importanti centri industriali; inoltre, banchi sabbiosi e frequenti inondazioni compromettono la navigabilità in alcuni tratti.

## Clima
A causa della sua posizione nella parte nord-orientale del continente europeo, la Romania ha un clima di transizione tra il temperato e il continentale; le condizioni climatiche tuttavia sono modificate in una certa misura dai rilievi presenti nel paese. I Carpazi fungono da barriera contro le masse d'aria provenienti dall'Atlantico, limitando la loro influenza alla zona centro-occidentale del paese, dove portano inverni più miti e precipitazioni più intense; le montagne arginano anche l'influenza continentale della vasta piana dell'Ucraina a nord della Romania, che porta inverni gelidi e precipitazioni più ridotte nel sud e sud-est del paese; all'estremo sud-est, in Dobrogia, le influenze mediterranee attraverso il Mar Nero rendono il clima della zona più mite, marittimo. La temperatura media annuale è di 11 °C nel sud e di 8 °C nel nord; a Bucarest, la temperatura oscilla tra i -29 °C in gennaio e i 29 °C in luglio, con medie di -3 °C in gennaio
. Le precipitazioni, sebbene adeguate in tutto il paese, sono più intense verso ovest e con l'aumentare dell'altitudine: alcune aree di montagna ricevono più di 1010 mm di pioggia l'anno; le precipitazioni annuali sono di 635 mm nella Transilvania centrale, 521 mm a Iași in Moldavia ed appena 381 mm a Constanța sul Mar Nero.
Il record della più alta temperatura registrata in Romania è di 46 °C ( 2010, Romania sud-orientale); quello della più bassa è di -38,5 °C (24 gennaio 1942, Romania centrale).

## Punti estremi
- Punto più a nord: Horodiștea, un villaggio nel distretto di Botoșani, al confine con l'Ucraina (48°15'N 26°43'E).
- Punto più a sud: Zimnicea, città nel distretto di Teleorman, al confine con la Bulgaria (43°37'N 25°23'E).
- Punto più ad ovest: Beba Veche, nel distretto di Timiș, al confine con Ungheria e Serbia (46°07'N 20°15'E).
- Punto più ad est: Sulina, nel distretto di Tulcea, sul Delta del Danubio (45°09'N 29°41'E).
- Punto più alto: Monte Moldoveanu, nei Monti Făgăraș, 2544 m (45°35′57″N 24°44′10″E).
- Punto più basso: costa del Mar Nero, 0 m.